# Comuna Obârșia de Câmp, Mehedinți
Obârșia de Câmp este o comună în județul Mehedinți, Oltenia, România, formată din satele Izimșa și Obârșia de Câmp (reședința).

## Demografie
Componența etnică a comunei Obârșia de Câmp
     Români (92,43%)
     Alte etnii (0%)
     Necunoscută (7,57%)
Componența confesională a comunei Obârșia de Câmp
     Ortodocși (92,3%)
     Alte religii (0%)
     Necunoscută (7,7%)
Conform recensământului efectuat în 2021, populația comunei Obârșia de Câmp se ridică la 1.558 de locuitori, în scădere față de recensământul anterior din 2011, când fuseseră înregistrați 1.780 de locuitori. Majoritatea locuitorilor sunt români (92,43%), iar pentru 7,57% nu se cunoaște apartenența etnică. Din punct de vedere confesional, majoritatea locuitorilor sunt ortodocși (92,3%), iar pentru 7,7% nu se cunoaște apartenența confesională.

## Politică și administrație
Comuna Obârșia de Câmp este administrată de un primar și un consiliu local compus din 11 consilieri. Primarul, Marinela Dumitrele[*], de la Partidul Social Democrat, este în funcție din 2021. Începând cu alegerile locale din 2024, consiliul local are următoarea componență pe partide politice:
|  | Partid                          | Consilieri | Componența Consiliului | Componența Consiliului | Componența Consiliului | Componența Consiliului | Componența Consiliului | Componența Consiliului | Componența Consiliului |
|  | ------------------------------- | ---------- | ---------------------- | ---------------------- | ---------------------- | ---------------------- | ---------------------- | ---------------------- | ---------------------- |
|  | Partidul Social Democrat        | 7          |                        |                        |                        |                        |                        |                        |                        |
|  | Partidul Național Liberal       | 2          |                        |                        |                        |                        |                        |                        |                        |
|  | Alianța pentru Unirea Românilor | 1          |                        |                        |                        |                        |                        |                        |                        |
|  | Alianța Dreapta Unită           | 1          |                        |                        |                        |                        |                        |                        |                        |